# 三浦湾
三浦湾（みうらわん）は、長崎県対馬の中央部東海岸にある湾。主に対馬上島と下島および無人島の黒島（くろしま）に囲まれた湾である。

## 地形
海岸はリアス式海岸で、多くの入り江を持つ。湾奥部では明治時代に開削された万関瀬戸を介して、対馬西岸の浅茅湾と接する。大きな流入河川はない。湾北部には多くの小島が散在する。

## 範囲
「排水基準を定める省令別表第二の備考6及び7の規定に基づく窒素含有量又は燐〈りん〉含有量についての排水基準に係る海域」では、「長崎県下県郡美津島町竹埼と同町鉾埼を結ぶ線、同町大瀬埼と同町折瀬埼を結ぶ線、同町万関橋、住吉橋及び陸岸により囲まれた海域」と定義されており、このうち、竹崎が上島東側の沖島南岸、鉾崎が黒島北岸、大瀬崎が黒島南岸、折瀬崎が下島北東岸、万関橋が万関瀬戸に架かる橋、住吉橋が上島と沖島の間の住吉瀬戸に架かる橋である。なお、下県郡美津島町は現在対馬市の一部となっている。
ただし、地元で「三浦湾」といった場合、上記の湾の範囲ではなく「三浦湾漁港」（後述）の範囲をさすことが多い。

## 沿岸
三浦湾の沿岸には北側から時計回りに次の集落がある。
- 住吉（すみよし）
- 鴨居瀬（かもいせ）
- 小船越（こふなこし）
  - 畠浦（はたけうら）
- 犬吠（いぬぼえ）
- 女護島（めごしま）
- 久須保（くすぼ）
- 緒方（おかた）

いずれも漁業を基幹産業とする。特に女護島には長崎県漁業協同組合連合会の施設、県の対馬栽培漁業センターと対馬水産業普及指導センター、美津島町漁業協同組合の本所があり、漁業基地となっている。

## 湾内の漁港
三浦湾内はほとんどが漁港である。
以下、括弧内は漁港種別、所在地
- 住吉漁港（第1種、住吉）
- 鴨居瀬漁港（第2種、鴨居瀬・小船越）
- 三浦湾漁港（第2種、犬吠・女護島・久須保・緒方）
- 美津島漁港（第4種、黒島寄りの水面）